# Zwiastowanie (obraz Henry’ego Ossawy Tannera)
„Zwiastowanie” jest obrazem namalowanym w 1898 roku przez afroamerykańskiego malarza Henry’ego Ossawę Tannera. Przedstawia scenę biblijną, w której archanioł Gabriel nawiedza Maryję, by powiedzieć jej, że urodzi Jezusa. Obecnie obraz jest przechowywany w Philadelphia Museum of Art.

## Opis
Obraz przedstawia archanioła Gabriela i Maryję w trakcie zwiastowania, które jest opisane w Ewangelii św. Łukasza. Być może pod wpływem Afrykańskiego Kościoła Metodystyczno-Episkopalnego Tanner namalował Gabriela jako kolumnę światła, a Maryję jako dziewczynę w ubogich ubraniach i bez aureoli czy też innych atrybutów. Pokój, w którym znajdują się Gabriel i Maryja, jest udekorowany tekstyliami i ceramiką, ma także kamienną podłogę – te elementy będą powtarzać się w późniejszych dziełach Tannera o tematyce biblijnej.
To przedstawienie bardzo róźni się od typowych wizji zwiastowania, takich jak „Ecce Ancilla Domini" Dante Gabriela Rossettiego, do którego obraz Tannera bywa porównywany.

## Kontekst
Zanim zaczął tworzyć dzieła biblijne, Tanner stworzył dwa obrazy rodzajowe przedstawiające Afroamerykanów – „Lekcję banjo” w 1893 i „Wdzięcznych ubogich” z 1894. Jednak już w drugim z wymienionych dzieł pojawiają się motywy religijne. Według badacza, który znał Tannera osobiście, Williama S. Scarborough, Tanner „zawsze był bardzo religijny” i „jego ojciec zawsze bardzo chciał, żeby Tanner malował obrazy biblijne”. Wobec tego Tanner zaczął zajmować się sztuką religijną. Jednym z jego pierwszych dzieł w tym gatunku był „Daniel w jaskini lwa”, następnie namalował „Wskrzeszenie Łazarza”. Oba zostały wystawione na Salonie i odznaczone wyróżnieniami.
W 1897, Tanner wybrał się w podróż do Egiptu i Palestyny. Wycieczkę sponsorował Rodman Wanamaker, którego słowa „w Oriencie światło, zarówno wewnętrzne i zewnętrzne, manieryzmy ludzi, ich stroje i sposób życia – to wszystko jest kompletnie inne niż cokolwiek, co można wyobrazić sobie na Zachodzie” prawdopodobnie wpłynęły na koncept w „Zwiastowaniu” i kolejne religijne dzieła Tannera.
Tanner chciał, by „Zwiastowanie” zostało wystawione na Salonie w 1898. Po sukcesie „Wskrzeszenia Łazarza” rok wcześniej, artysta sądził, że „Zwiastowanie” może zainteresować jeszcze więcej widzów. Wobec tego postanowił wybrać płótno dużych rozmiarów na ten obraz (największe w jego karierze), ostatecznie jednak nie był zadowolony z tej wersji. Finalna wersja „Zwiastowania” jest bardzo podobna do studium wystawionego w Smithsonian American Art Museum.
Mimo że sugerowano, że to żona Tannera, Jessie Olssen, pozowała do „Zwiastowania” jako Maria, Tanner najprawdopodobniej poznał ją dopiero po wystawieniu obrazu w Salonie.

## Odbiór
Nie odnaleziono ówczesnych recenzji „Zwiastowania” z Salonu 1898, ale późniejsze źródła wskazują, że dzieło zostało odebrane entuzjastycznie. Jedno donosi, że dzieło „było jednym z największych sukcesów roku... Podobno kiedy zostało wystawione przed komisją, wybuchła burza braw”. W liście do Tannera z maja 1898, Harrison S. Morris, prezes Pennsylvania Academy of the Fine Arts, gratulował artyście, pisząc: „Zwiastowanie wydaje się dobrą kontynuacją Łazarza i mam dużą satyfakcję z czytania bezgranicznych pochwał na jej temat, które skromnie załączyłeś”. Morris znów pochwalił „Zwiastowanie”, kiedy było wystawiane w Art Institute of Chicago w 1898, opisując je jako „bardzo imponujące i piękne”. „Zwiastowanie” również zostało pozytywnie przyjęte na wystawie z początku 1899 w Pennsylvania Academy; jeden z krytyków piszący dla Philadelphia Inquirer opisał je jako „genialne arcydzieło”.
W styczniu 1899 obraz został sprzedany Rodmanowi Wanamakerowi, głównie w celu zapewnienia funduszy Tannerowi. Znany kolekcjoner sztuki John Q. Johnson zobaczył „Zwiastowanie” i jako prezes komisji nabytków, zakupił dzieło do Wilstach Collection 5 kwietnia 1899 za 1,750 dolarów. Ponieważ ta kolekcja stanowi część Philadelphia Museum of Art, „Zwiastowanie” w ten sposób stało się pierwszym dziełem Tannera zakupionym przez amerykańskie muzeum.

## Źródła
- Sewell, Darrel; Mosby, Dewey F. (1991). „Celebrated Salon Artist and Religious Painter”. Henry Ossawa Tanner. ISBN 0-8478-1346-0.
- https://americanart.si.edu/artist/henry-ossawa-tanner-4742
- https://americanart.si.edu/artist/henry-ossawa-tanner-4742